# ایری‌حور
| G5 | D21 · Z2 |

| G5 | D21 · Z2 |

ایری‌حور (مصری باستان: Iry-Ḥr) فرعونی در دوره پیش‌دودمانی مصر بود. با آنکه بعضی مصرشناسان در وجود او شک دارند، او به گمان قوی جد کا بوده‌است. او بر ابیدوس فرمانروایی می‌کرد و در گورستانی محلی در ام‌القعاب در نزدیکی کا، نارمر، و دیگر فرعون‌های دودمان نخست به خاک سپرده شد. نام او به معنای «شیر» یا «متعلق به حوروس» است.
ابهام در فرعون بودن ایری‌حور ریشه در نبود سِرِخ در جلوی نام او دارد. اگر او پادشاه بوده باشد، می‌بایست بر هیرکانوپولیس حکومت می‌داشته و توان حمله به همسایگان شمالی خود را دارا بوده. بنا بر باور بعضی مصرشناسان، گور او قدیمی‌ترین در میان گورهای موجود در ام‌القعاب است.
پیش از آنکه پادشاهان تینیس خود را با نام حوروس یاد کنند، ایری‌حور نخستین پادشاهی بوده که از شاهین به عنوان نماد خود بهره می‌گرفته و این از روی کوزه‌های به دست آمده در آرامگاه او نمایان شده‌است.